# MultiMediaCard

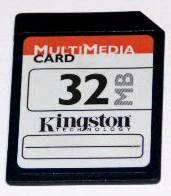
Una MMC da 32MB

La MultiMediaCard (MMC) è stato uno dei primi standard di memory card a comparire sul mercato, insieme alle SmartMedia.

## Caratteristiche tecniche
È meno soggetta agli urti perché più robusta. Ha la stessa forma e la stessa piedinatura delle successive Secure Digital (SD). Gli attuali dispositivi che leggono i nuovi formati SDHC e SDXC non sono più compatibili con lo standard MMC.
Alcuni lettori MP3 non supportano le MMC perché queste, a differenza delle SD, non supportano i contenuti criptati.
Inoltre le MMC, a differenza delle SD, non hanno lo switch che permette di proteggerle dalla scrittura.

## Modelli

### RS MMC

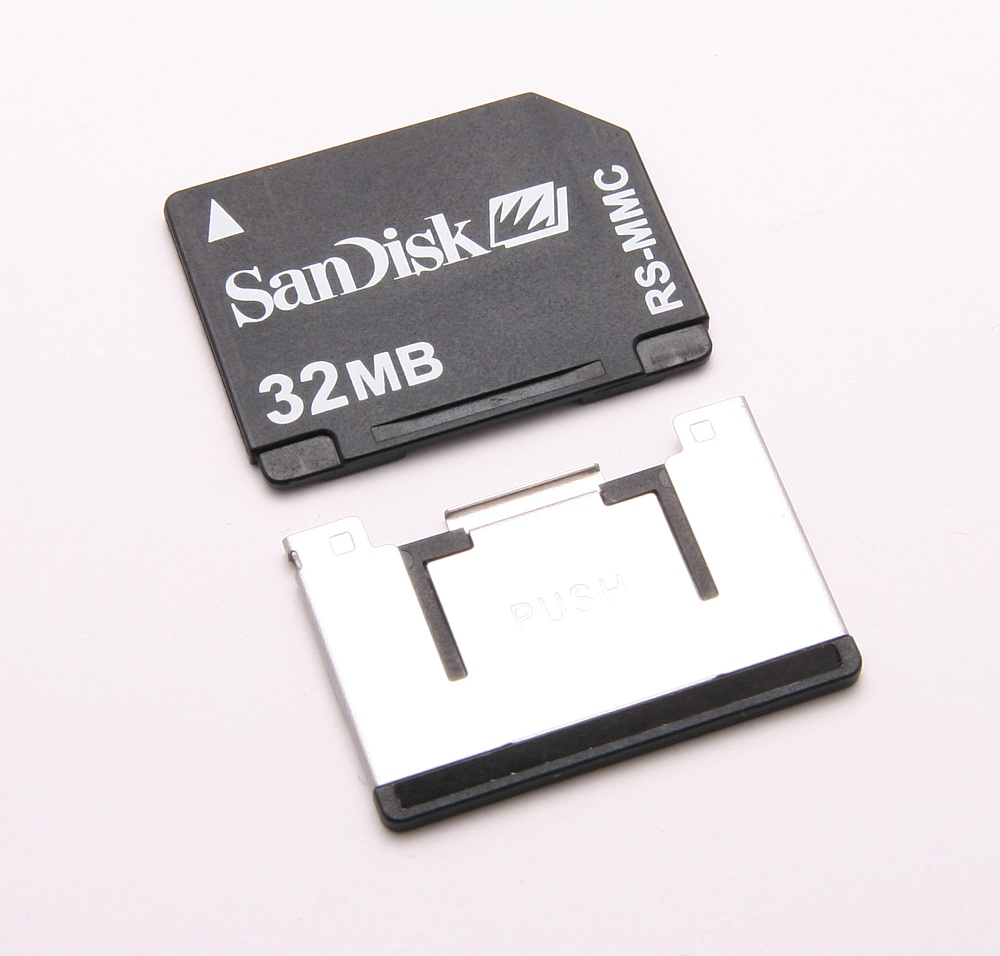
RS MMC con adattatore

Esiste anche una versione di MMC di dimensioni ridotte, chiamata RS-MMC (Reduced Size MultiMedia Card), del tutto identica nelle specifiche alla MMC classica, tranne che per le dimensioni, ridotte di circa la metà. Questo tipo di memory card è stato introdotto nel 2004. Attraverso un adattatore che serve semplicemente ad estendere le dimensioni della card le RS-MMC possono essere usate in qualsiasi slot per MMC (o SD). Attualmente sono disponibili in vari formati che possono arrivare fino a un massimo di 8 GB. Questo tipo di card è stato molto usato (fino al 2007) dalla Nokia nei suoi smartphone della Serie 60 e dalla Siemens.

### DV RS MMC o MMCmobile
Una evoluzione delle RS-MMC, denominata RS-MMC DV ed adottata in alcuni cellulari Nokia (come il Nokia 6630, il 6680 e l'N70), utilizza una tensione più bassa (1.8 V invece di 3 V) per ridurre il consumo della batteria. Questo tipo di card RS MMC a basso voltaggio è conosciuto come Dual-Voltage Reduced-Size MMC (DV RS-MMC), e possono essere messe in commercio come MMCmobile quando soddisfano gli standard per le cards MMCmobile. Questi dispositivi di memoria sono compatibili con le vecchie RS-MMC.

### MMC Micro

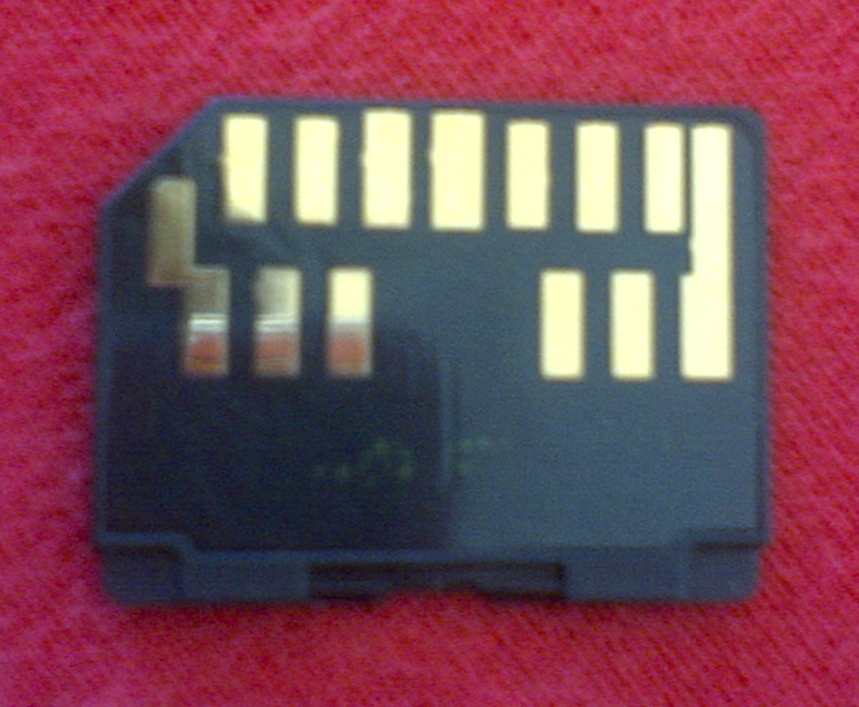
MMC mobile

In alcuni cellulari sono state utilizzate, viste le ridotte dimensioni, le schede MMC micro, che con un apposito adattatore possono essere lette nei lettori di MMC. Sono poco diffuse come tipologie di schede, essendo utilizzate solo su alcuni modelli di cellulari Samsung come il d730. La scheda appare molto simile alla MicroSD ma risulta essere tuttavia incompatibile per pin e dimensioni fisiche. Anche la MMC micro sfrutta la tecnologia dual voltage

### eMMC
La embedded MMC è una memoria di archiviazione di massa la cui ultima versione è la 5.1 pubblicata nel febbraio 2015 ed è concorrente dei drive a stato solido (SSD).
Questa scheda si differenzia nettamente dalle altre versioni MMC perché non è una scheda rimovibile dall'utente, ma è fissata in modo permanente a un circuito stampato (PCB). Di conseguenza, in caso di malfunzionamento della memoria o del controller, la eMMC dovrà essere sostituita o riparata. In una eMMC, il sistema host si limita a leggere e scrivere dati da e verso gli indirizzi dei blocchi logici. L'hardware e il firmware del controller eMMC tolgono il carico al sistema host eseguendo la correzione degli errori e la gestione dei dati. L'eMMC esiste in confezioni da 100, 153 e 169 palline ed è basato su un'interfaccia parallela a 8 bit.
Quasi tutti i telefoni cellulari e i tablet hanno utilizzato questa forma di memoria flash come memoria primaria fino al 2016, quando l'Universal Flash Storage (UFS) ha iniziato a prendere il controllo del mercato.
L'eMMC non supporta il protocollo SPI-bus e utilizza la memoria flash NAND.
L'eMMC ha capacità che vanno da 32 GB a 64 GB e da 128 GB a 256 GB.

## Dati tecnici
- dimensioni: 32 × 24 × 1,4 mm (RS-MMC: 18 × 24 × 1,4 mm) (MMC mobile: 14 × 11 × 1,1 mm)
- velocità trasferimento dati: fino a 2,5 MB/sec
- resistenza alle vibrazioni: 15 G
- resistenza agli urti: 1000 G
- consumo di corrente: max 60 mA
- alimentazione: 2,7 - 3,6 V